# U-631
| U-631                      | U-631                                                          | U-631                                                          |
| -------------------------- | -------------------------------------------------------------- | -------------------------------------------------------------- |
|                            |                                                                |                                                                |
|                            |                                                                |                                                                |
|                            |                                                                |                                                                |
| Під прапором               | Третій рейх                                                    | Третій рейх                                                    |
| Спуск на воду              | 27 травня 1942 року                                            | 27 травня 1942 року                                            |
| Виведений зі складу флоту  | 17 жовтня 1943 року                                            | 17 жовтня 1943 року                                            |
| Сучасний статус            | затоплений                                                     | затоплений                                                     |
| Проєкт                     |                                                                |                                                                |
| Тип ПЧ                     | Торпедний ДПЧ                                                  | Торпедний ДПЧ                                                  |
| Основні характеристики     |                                                                |                                                                |
| Швидкість (надводна)       | 17,7 вузлів                                                    | 17,7 вузлів                                                    |
| Швидкість (підводна)       | 7,6 вузлів                                                     | 7,6 вузлів                                                     |
| Робоча глибина занурення   | 100 м                                                          | 100 м                                                          |
| Гранична глибина занурення | 220 м                                                          | 220 м                                                          |
| Екіпаж                     | 44 осіб                                                        | 44 осіб                                                        |
| Розміри                    |                                                                |                                                                |
| Довжина найбільша (по КВЛ) | 67,1 м                                                         | 67,1 м                                                         |
| Ширина корпусу найб.       | 6,2 м                                                          | 6,2 м                                                          |
| Висота                     | 9,6 м                                                          | 9,6 м                                                          |
| Середня осадка (по КВЛ)    | 4,70 м                                                         | 4,70 м                                                         |
| Водотоннажність надводна   | 769 т                                                          | 769 т                                                          |
| Озброєння                  |                                                                |                                                                |
| Артилерія                  | одна палубна гармата калібру 88-мм, одна 20-мм зенітна гармата | одна палубна гармата калібру 88-мм, одна 20-мм зенітна гармата |
| Торпедно- мінне озброєння  | 4 носових і один кормовий ТА. 14 торпед або 26 мін             | 4 носових і один кормовий ТА. 14 торпед або 26 мін             |

U-631 — німецький підводний човен типу VIIC, часів  Другої світової війни.
Замовлення на будівництво човна було віддане 15 серпня 1940 року. Човен був закладений на верфі суднобудівної компанії «Blohm + Voss» у Гамбурзі 5 вересня 1941 року під будівельним номером 607, спущений на воду 27 травня 1942 року, 16 липня 1942 року увійшов до складу 5-ї флотилії. Також за час служби перебував у складі 9-ї флотилії. Єдиним командиром човна був оберлейтенант-цур-зее Юрген Крюгер.
Човен зробив 3 бойових походи, в яких потопив 2 судна (загальна водотоннажність 9 136 брт).
Потоплений 17 жовтня 1943 року в Північній Атлантиці південно-східніше мису Фарвель (58°13′ пн. ш. 32°29′ зх. д. / 58.217° пн. ш. 32.483° зх. д.) глибинними бомбами британського корвета «Санфлавер». Всі 54 члени екіпажу загинули.

## Потоплені та пошкоджені кораблі[3]
| Назва     | Тип           | Належність | Дата            | Тоннаж (БРТ) | Вантаж                 | Статус    | Місце                                                       |
| Ingerfem  | торгове судно | Норвегія   | 29 грудня 1942  | 3 978        | Баласт                 | потоплено | 59°00′ пн. ш. 21°00′ зх. д. / 59.000° пн. ш. 21.000° зх. д. |
| Terkoelei | торгове судно | Нідерланди | 17 березня 1943 | 5 158        | Цинк, пшениця та пошта | потоплено | 51°45′ пн. ш. 31°15′ зх. д. / 51.750° пн. ш. 31.250° зх. д. |